# Ebner Joch
Das Ebner Joch ist ein 1957 m ü. A. hoher Berg im Rofan in Tirol.
Der Gipfel ist für trittsichere Bergwanderer als unschwierige Bergwanderung von Maurach über die Astenau-Alpe zu erreichen. Auf dem Weg zum Gipfel sind zwei Steilstufen zu überwinden (Aufstiegszeit: ca. 2:30 Stunden, Abstiegszeit: ca. 1:45 Stunden, ca. 1000 Höhenmeter).

## Gipfelkreuz
Nachdem das 1979 errichtete hölzerne Gipfelkreuz auf dem Ebner Joch morsch geworden war, wurde es im Mai 2016 auf Initiative von zwei Familien aus Jenbach durch ein neues, etwa drei Meter hohes Holzkreuz ersetzt. Um das neue Kreuz gegen Witterungseinflüsse zu schützen, wurde es insgesamt sechsmal eingeölt. Der senkrechte Balken des Kreuzes weist eine mittige Öffnung auf, um dem Wind weniger Angriffsfläche zu bieten. Das neue Kreuz wurde 2018 in das Tiroler Kunstkataster aufgenommen.